# Hülser FC
Der Hülser FC (offiziell: Hülser Fußballclub 1920 e. V.) war ein Fußballverein aus dem Krefelder Stadtteil Hüls. Die erste Mannschaft nahm einmal am DFB-Pokal teil.

## Geschichte
Der Verein wurde im Jahre 1920 gegründet. Dreißig Jahre später schaffte die Mannschaft den Aufstieg in die Landesliga Niederrhein, die seinerzeit höchste Amateurliga. Mit nur 1:63 Punkten folgte der direkte Wiederabstieg. Nach einer Vizemeisterschaft hinter Viktoria Goch gelang 1952 der Wiederaufstieg in die Landesliga, dem allerdings erneut der direkte Wiederabstieg folgte. 1957 ging es gar in die Kreisklasse zurück. Zwischenzeitlich wieder aufgestiegen erreichten die Hülser im Jahre 1967 nach zwei Aufstiegen in Folge die Verbandsliga Niederrhein. Doch wie schon bei den ersten zwei Versuchen folgte der direkte Wiederabstieg aus dem niederrheinischen Oberhaus.
Für die Hülser ging es im Jahre 1971 zurück in die Bezirksklasse, ehe vier Jahre später der Wiederaufstieg in die Landesliga folgte. Im Jahre 1976 qualifizierte sich der Verein für den DFB-Pokal, wo die Mannschaft in der ersten Runde bei den Sportfreunden Salzgitter mit 1:2 unterlag. In der Meisterschaft folgte im Jahre 1978 der erneute Abstieg aus der Landesliga. Zwei Jahre später schloss sich der Hülser FC dem Hülser Sportverein an.